# Marian Nowak (inżynier)
Marian Nowak (ur. 1929, zm. 5 czerwca 2014) – polski inżynier mechanik. Absolwent z 1958 Politechniki Wrocławskiej. Od 1984 profesor na Wydziale Mechanicznym Politechniki Wrocławskiej. Odznaczony Krzyżem Oficerskim Orderu Odrodzenia Polski. Pochowany 9 czerwca 2014 na Cmentarzu Grabiszyńskim we Wrocławiu.